# Lorna Wing
Lorna Wing,  född 7 oktober 1928 i Gillingham i Kent, död 6 juni 2014 i Kent, var en brittisk läkare, psykiater och forskare inom psykiatri. Från början avsåg hon arbeta med allmänpsykiatri, men då hennes dotter Susie (1956–2005) fick diagnosen autism kom hon att fokusera på detta område. Under större delen av sin yrkesverksamma karriär arbetade Wing för Medical Research Council. Hon grundade tillsammans med Juduth Gould Centre for Social and Communication Disorders, ett diagnostiserings- och utvärderingscentrum inom autism.
Wing myntade begreppet symtomtriad som är ett försök att beskriva vad som är gemensamt för alla personer som oavsett begåvningsnivå fått diagnosen autism. Symtomtriaden kallas också för Wings triad. De tre områdena är huvudrubriker i de olika diagnosmanualer som används i diagnostiseringsarbetet i dag:
1. Frånvaro av eller bristande socialt samspel, i synnerhet med jämnåriga.
2. Frånvaro av eller bristande utveckling av verbalt och icke-verbalt språk.
3. Repetitiva och stereotypa aktiviteter av vilket slag som helst.

Lorna Wing myntade 1976 begreppet Aspergers syndrom och hon blev även välkänd som författare till artikeln Asperger's Syndrome: a Clinical Account från februari 1981, där hon populariserade österrikaren Hans Aspergers forskning.

### Böcker
- Autistic Children (1964).
- Physiological Measures, Sedative Drugs and Morbid Anxiety (1966) (with M H Lader).
- Children Apart: Autistic Children and Their Families (1969).
- Teaching Autistic Children: Guidelines for Teachers (1969).
- Autistic Children: a Guide for Parents (1971).
- Early Childhood Autism: Clinical, Educational and Social Aspects (1975) (ed.).
- What is Operant Conditioning? (1975).
- Aspects of Autism: Biological Research (1988) (ed.).
- Hospital Closure and the Resettlement of Residents: Case of Darenth Park Mental Handicap Hospital (1989).
- Autistic Spectrum Disorders: an Aid to Diagnosis (1995).
- The Autistic Spectrum: a Guide for Parents and Professionals (1996), svensk översättning: Autismspektrum. Handbok för föräldrar och professionella (1998).
- Smiling at Shadows: a Mother's Journey Raising an Autistic Child (2002) (with Junee Waites, Helen Swinbourne).

### Artiklar
- Wing, L. & Gould, J. (1979), Severe Impairments of Social Interaction and Associated Abnormalities in Children: Epidemiology and Classification, Journal of Autism and Developmental Disorders, 9, pp. 11-29.
- Wing, L. (1980). Childhood Autism and Social Class: a Question of Selection?, British Journal of Psychiatry, 137, pp. 410-417.
- Wing, L. (1981), Asperger's Syndrome: a Clinical Account, Psychological Medicine, 11, pp. 115-130.
- Burgoine, E. & Wing, L. (1983), Identical triplets with Asperger's Syndrome, British Journal of Psychiatry, 143, pp. 261-265.
- Wing, L. and Attwood, A. (1987), Syndromes of Autism and Atypical Development, in Cohen, D. & Donnellan, A. (eds.), Handbook of Autism and Pervasive Disorders, New York, John Wiley & Sons.
- Wing, L. (1991), The Relationship Between Asperger's Syndrome and Kanner's Autism, in Frith, U. (ed.), Autism and Asperger Syndrome, Cambridge, Cambridge University Press.
- Wing, L. (1992), Manifestations of Social Problems in High Functioning Autistic People, in Schopler, E. & Mesibov, G. (eds.), High Functioning Individuals with Autism, New York, Plenum Press.